# Speels leren
Mate van vrijheid
van de lerende om zijn eigen leerproces in te richten (afnemend van boven naar beneden)
| Vrij        |
| Onderneming |
| Project     |
| Probleem    |
| Opdracht    |
| Taak        |
| Instructie  |

Het voornaamste middel dat de onderwijsvorm gebruikt is een indicatie
Speels leren, spelenderwijs leren, lerend spelen of learngaming is het ontwikkelen van kennis, begrip, vaardigheden of een houding door een spel te spelen. Het gaat om het aanwenden van spelprincipes en speeltechnieken in een spelcontext waarin voor de spelers zowel fysiek als digitale middelen worden ingezet om gedrag te veranderen en optimaal te leren en inzicht te krijgen.

## Methode
Speels leren is een onderwijsvorm die vooral een beroep doet op onbewust leren en een toepassingsgerichte leerstijl. Het maakt gebruik van de sleutelfactoren waarop mensen van nature leren; actief samen met anderen communiceren, verkennen en serieus uitdagingen aangaan met de ontspanning vanuit de wetenschap dat het slechts een spel is. Het zorgt voor een leeromgeving die de deelnemer plezier bezorgt en goed kent, maar ook uitdaagt om uit de comfortzone te komen en de intrinsieke motivatie stimuleert. Men gebruikt speels leren om creativiteit flexibiliteit en te bevorderen van de lerende en gedrag en inzicht verder te bevorderen door spelenderwijs kennis te vergaren.
Begeleiders kunnen het speels leren ondersteunen door mee te spelen waarbij men het initiatief bij de lerende laat en eventueel alleen sturing neemt over het leren leren of de metacognitieve vaardigheden. Als aan deze kenmerken van begeleiding wordt voldaan dan is de mate van vrijheid in het leren hoog; men bepaalt niet de (maatschappelijke) regels en ook niet de gewenste speluitkomst, maar kan daarbinnen wel geheel vrij opereren.